# Пешков-Сабуров, Семён Дмитриевич
Окольничий Семён Дмитриевич Пешков-Сабуров — воевода, дворянин из потомков татарского мирзы Чета, перешедшего на службу московским князьям. Второй из трёх сыновей боярина Дмитрия Семёновича.
В марте 1549 года после смерти казанского хана Сафа Гирея был послан в Нижний Новгород со сторожевым полком. Осенью того же года направлен в Коломну воеводой полка левой руки. В 1550 году был первым воеводой в Туле. В мае 1552 года, как второй воевода был со сторожевым полком в Коломне. В сентябре того же года принял участие в осаде Казани, совершая ночные объезды осаждавших войск.
В 1553 году присутствует в свите Ивана Грозного во время его похода на Коломну. В апреле 1554 года послан годовать в Свияжск вторым воеводой. В 1556 году участвует в Серпуховском походе царя, а в 1557 в Коломенском походе.
В 1560 году под началом царского брата Юрия Васильевича оставлен для защиты Москвы во время царского похода на Серпухов.